# マニンガムFC
マニンガム（Manningham）は、イングランドブラッドフォードマニンガム地区を本拠地としたラグビーリーグフットボールクラブであった。当時ノーザン・ラグビー・フットボール・ユニオンとして知られていたラグビー・フットボール・リーグの初めてのシーズン（1895-96年シーズン）のチャンピオンである。ラグビーリーグに7シーズン参加した後の1903年に、アソシエーションフットボール（サッカー）に転向した。

## 歴史
1880年、マニンガムFCは「マニンガム・アルビオン・クラブ」が解散した後に結成された。当初は、カーライルロードとして知られるウィートリーヒルの競技場でプレーしていた。マニンガムFCはラグビー・フットボール・ユニオン (RFU) の下でプレーしていたが、後の1895年にRFUから分離したノーザン・ラグビー・フットボール・ユニオン（後にラグビー・フットボール・リーグに改名）の創立メンバーとなった。この新しい大会の初のシーズンにおいて、マニンガムは首位でシーズンを終え、初のラグビーリーグチャンピオンとなった。
1886年、クラブはバレー・パレードに移転した。1896-7シーズン、ノーザンユニオンズチャンピオンシップは2つの州大会に分離し、マニンガムはヨークシャー地区に参加した。マニンガムは古井町でヨークシャーシニア大会で優勝に手が届きかけたが、わずか一勝で優勝を逃した。
しかしながら、マニンガムは降格後つらい時期を過ごし、1903年にはアーチェリー大会の成功のみがクラブを維持していた。
1903年1月30日、ブラッドフォード・オブサーバー紙編集補佐のスコットランド人ジェームズ・ワイトはザ・フットボール・アソシエーション（イングランドサッカー協会）代理人のジョン・ブラントとマニンガムFCの本拠地であるバレー・パレードで会い、この町でフットボールリーグ（サッカーのリーグ）のクラブを設立することについて話し合った。相次いで会合が行われ、1903年5月29日、マニンガムFCの第23回年次会合において、委員会はラグビーリーグを離脱、アソシエーションフットボールに転向することを決定し、ブラッドフォード・シティAFCとなった。

## 著名な在籍選手
- Alfred Barraclough
- James Bridie
- Edgar Holmes
- George Lorimer
- H. Pickles
- J. Sunderland